# گرفن (وستفالن)
شهر گرفن در ایالت نوردراین-وستفالن در کشور آلمان واقع شده‌است.